# 920 (numero)
Novecentoventi (920) è il numero naturale dopo il 919 e prima del 921.

## Proprietà matematiche
- È un numero pari.
- È un numero composto con 16 divisori: 1, 2, 4, 5, 8, 10, 20, 23, 40, 46, 92, 115, 184, 230, 460, 920. Poiché la somma dei suoi divisori (escluso il numero stesso) è 1240 > 920, è un numero abbondante.
- È un numero semiperfetto in quanto pari alla somma di alcuni (o tutti) i suoi divisori.
- È un numero palindromo e un numero ondulante nel sistema posizionale a base 11 (767) e in quello a base 18 (2F2).
- È un numero odioso.
- È un numero pratico.
- È un numero congruente.
- È parte delle terne pitagoriche (129, 920, 929), (207, 920, 943), (552, 736, 920), (690, 920, 1150), (858, 920, 1258), (920, 966, 1334), (920, 1725, 1955), (920, 2016, 2216), (920, 2208, 2392), (920, 2565, 2725), (920, 4182, 4282), (920, 4554, 4646), (920, 5250, 5330), (920, 8439, 8489), (920, 9177, 9223), (920, 10560, 10600), (920, 13209, 13241), (920, 21150, 21170), (920, 26442, 26458), (920, 42315, 42325), (920, 52896, 52904), (920, 105798, 105802), (920, 211599, 211601).

## Astronomia
- 920 Rogeria è un asteroide della fascia principale del sistema solare.
- NGC 920 è una galassia spirale della costellazione di Andromeda.

## Astronautica
- Cosmos 920 è un satellite artificiale russo.